# Sociedade dos Céticos
A Sociedade dos Céticos (em inglês: The Skeptics Society) é uma organização sem fins lucrativos devota em promover ceticismo científico e resistir à propagação de pseudociência, superstição e crenças irracionais. A Sociedade dos Céticos foi fundada por Michael Shermer como um grupo para substituir o falecido Southern California Skeptics. Depois do sucesso de sua revista chamada Skeptic, introduzida na primavera de 1992, o grupo tornou-se uma organização nacional e depois internacional.